# Боспорська Архієпархія

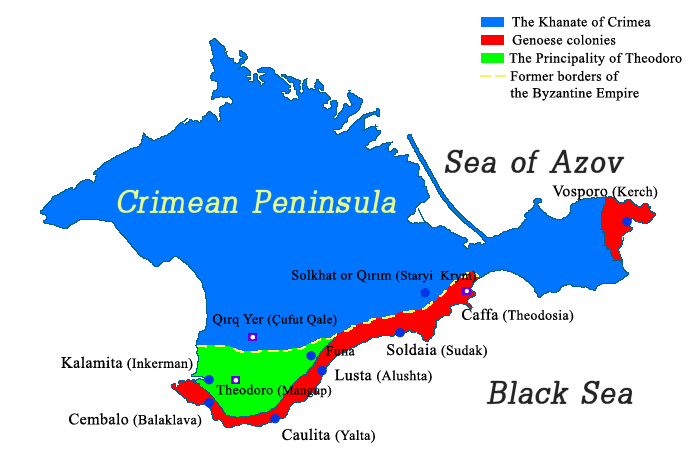
Генуезькі володіння (червоного кольору) «Газарія» в Криму в XV ст.

Боспорська Архієпархія (лат.: Archidioecesis Bosporana) - закритий престолом Константинопольського патріархату і титульна кафедра католицької церкви.

## Історія
Боспор, стародавній Пантікапей, що відповідає місту Керч у Криму, є стародавнім архієпископством, перший прелат якого брав участь у Першому Вселенському соборі в Нікеї (325 р.). Згідно з Папським щорічником, це місце належало римській провінції Зехія. Місце з'являється як автокефальне місце в Notitiae Episcopatuum середини VII століття. Грецькі єпископи ще відомі в ХІ століття.
У першій половині XIV століття два домініканці з Каффи, Франческо да Камеріно та Ріккардо Англійський, прибули проповідувати католицьку віру у Воспро (це італійська назва міста). У той час ним керувала аланська знать, ватажком яких був Міленус. Алани сповідували православну віру візантійського обряду. Переконаний двома місіонерами дотримуватися католицизму, Мілен, у свою чергу, навернув свого сусіда Версахта, «рекса Зіккорума» (можливо, черкесського князя). Як була тоді практика, навернення князя передбачало навернення всього його народу.
Двох місіонерів не вистачило як релігійного провідника для двох цілих народів. Тому Франциск і Річард вирушили в Авіньйон, щоб пояснити ситуацію Папі Івану XXII і попросити допомоги. Прибувши 28 квітня 1333 р. до папського міста, вони змусили папу написати генерал-супереру Ордену з проханням отримати нових місіонерів. Крім того, 5 липня 1333 року Джованні XXII на підставі булли Nuper ex certis спорудив Воспро в архієпархії, присвяченій святому архангелу Михаїлу . Франческо да Камеріно був призначений архієпископом, а Ріккардо мав титул єпископа Херсонеса, суфрагана Воспро. Сам Ріккардо був рекомендований папою королю Зічі.
Здається, життя цих двох єпархій було дуже коротким. Папа, скориставшись досвідом двох домініканців, доручив їм завдання при дворі Візантії, що змусило їх повернутися в Авіньйон, ще не досягнувши своїх місць. Крім того, є певним, що Річард все ще був у Франції в травні 1338 року. За словами Ленерца, два князівства Воспро і Херсонес були зруйновані ханом Золотої Орди Джанібеком, який уже напав на Тану і який також облягатиме Каффу в 1345 році. Звісно, у західних документах імена двох домініканських єпископів та їхні посади більше не зустрічаються після 1338 року.
Крім Херсонеса, від метрополії Воспро залежали й інші єпархії, розташовані в багатьох генуезьких колоніях уздовж узбережжя Чорного моря: Каффа, Севастополь, Трапезунд, Пера . Об’єднання цих відомств із «Воспро» насправді було ефемерним, якщо не лише теоретичним.
З 1926 року Боспоро зараховують до титулярного архієпископського престолу Католицької Церкви; місце було вакантним з 17 січня 1965 року.

## Хронотаксис

### Грецькі архієпископи
- Кадм † (згадується в 325 р.)
- Анонім † (згадується 24 серпня 358 р.)
- Євдоксій † (до 448 - після 459 )
- Іоан I † (до 517 - після 536 )
- Андрій † (згадується в 680 р.)
- Антоній † (за часів патріарха Фотія ) [3]
- Лука † (згадується в 879 р.)
- Іоан II † (згадується 1028 р.) [4]
- Григорій † (згадується 1071 р.) [5]

### Латинські архієпископи (див. Воспренсіс)
- Франческо да Камеріно, OP † (24 липня 1333 р. - ? )

### Титулярні архієпископи
- Йозеф Алоїз Кесслер † (помер 23 січня 1930 — 9 грудня 1933)
- Хосе Ігнасіо Маркес-і-Торіз † (17 листопада 1934 — 28 липня 1945, наступник архієпископа Пуебла-де-лос-Анхелес)
- Джозеф Шарбоно † (помер 9 лютого 1950 - 19 листопада 1959)
- Жан-Марі Війо † (17 грудня 1959 — 17 січня 1965, наступник архієпископа Ліона)

## Примітка
1. ↑  L'intera documentazione in Bullarium ordinis Fratrum Praedicatorum, vol. II, pp. 197-201.
2. ↑  Raymond Loenertz, La Société des Frères Pérégrinants de 1374 a 1475. Etude sur l'Orient dominicain, in Archivum Fratrum Praedicatorum XLV, 1975, pp. 126-130.
3. ↑  Benjamin Moulet, Évêques, pouvoir et société à Byzance (VIIIe-XIe siècle), Paris, 2011, pp. 349-422 (edizione online nnº 54 e 67).
4. ↑  Benjamin Moulet, Évêques, pouvoir et société à Byzance (VIIIe-XIe siècle), Paris, 2011, pp. 127-172 (edizione online nº 108 e nota 276).
5. ↑  Benjamin Moulet, Évêques, pouvoir et société à Byzance (VIIIe-XIe siècle), Paris, 2011, pp. 127-172 (edizione online nº 110 e nota 280).

## Зовнішні посилання
- [{{{1}}} Боспорська Архієпархія] // Catholic-Hierarchy.org. ed. David M. Cheney. 1996-2013. Revised: 16 March 2013.

- (англ.) La diocesi nel sito di www.gcatholic.org